# Microbisium pygmaeum
Espèce
Synonymes
- Obisium pygmaeum Ellingsen, 1907

Microbisium pygmaeum est une espèce de pseudoscorpions de la famille des Neobisiidae.

## Distribution
Cette espèce se rencontre au Japon et en Corée du Sud.

## Systématique et taxinomie
Cette espèce a été décrite sous le protonyme Obisium pygmaeum par Ellingsen en 1907. Elle est placée dans le genre Microbisium par Beier en 1932.

## Publication originale
- Ellingsen, 1907 : On some pseudoscorpions from Japan collected by Hans Sauter. Nytt Magasin for Naturvidenskapene, vol. 45, p. 1-17.